# Тип 75 (САУ)
Тип 75 (яп. 75式自走155mm榴弾砲) — 155-миллиметровая бронированная самоходная гаубица, принятая на вооружение Сил самообороны Японии в 1975 году. Самоходные гаубицы используются для оказания мобильной тяжёлой огневой поддержки армейским частям и подразделениям.

## История
Гаубица «Тип 75» создана на базе узлов и агрегатов самоходной 105-мм гаубицы «Тип 74», разработанного в тот же период времени. Два опытных образца были закончены в 1971—1972 годах и отличались только по системам заряжания. После проведения испытаний в 1973—1974 годах, гаубица была принята на вооружение японской армии в октябре 1975 года.

## Описание
Гаубица имеет бронированную, полностью закрытую башню кругового вращения, на крыше которой установлен зенитный пулемёт калибром 12,7-мм. Ствол гаубицы оснащён дульным тормозом и эжекционным устройством.
В боекомплект самоходной гаубицы входят снаряды картузного заряжения с осколочно-фугасным, дымовым и осветительным снарядами.